# هانس-گونتر برونس
هانس-گونتر برونس (به آلمانی: Hans-Günter Bruns) بازیکن فوتبال و هافبک اهل آلمان است که از سال ۱۹۸۴ میلادی عضو تیم ملی فوتبال آلمان بوده‌است. وی در ۴ بازی ملی حضور داشته است و آخرین بازی ملی خود را در سال ۱۹۸۴ میلادی انجام داد. هانس-گونتر برونس در بازی‌های ملی‌اش گلی به ثمر نرساند.